# 相川結
相川 結（あいかわ ゆう、1994年12月16日 - ）は、日本の女優、タレント。兵庫県神戸市出身。イエローキャブ所属。現在は、地元関西にて女優・モデルとして活動中。

## 来歴
2008年5月、サンミュージック大阪に入る（24期生）。
2009年2月、サンミュージックプロダクション所属になる。
2011年夏、仕事に専念するため、高校を退学する。
2015年6月、事務所を退所しフリーランスとなる。退所してから現在まで事務所には所属していない。芸能活動は出来る範囲で続けながら、クラシックバレエの踊り子、講師、モデルとしての活動が中心となる。
2016年、「リコルヌ撮影会」発足。
2017年2月12日、自身のインスタグラムとブログで結婚したことを発表。同年、「ミスiD2018」にエントリーされたが、グランプリ受賞はならなかった。
2021年5月14日、スキンヘッドにしたことを公表。
2023年、モデル撮影会「キイロイツノ撮影会」を主宰し、代表を務める。
現在、主にモデルとして活動としている。

## 人物
- 特技：クラシック・バレエ、夢の続きが見られる、暗記。4歳から始めたというバレエは今も続けており「私からバレエを取ると何もなくなってしまう」と言うほど、思い入れは深い[12]。2012年春からは自身が通うバレエ教室で、子どもクラスの指導を担当していた[13]。現在は行っていない。本項を「ある事ない事書かれてる」と批判していた[14]。

- 兄（2歳上）がいる。
- 飼っているペットはセキセイインコ。名前はアラシ。
- 持ちギャグは、「びっクリオネー」と言いながら手をパタパタさせる。

## 出演

### 映画
- くろねこルーシー（2012年10月6日、AMGエンタテインメント）
- 白魔女学園（2013年9月21日、テレビ朝日 / 東映） - 柏木冬子 役

### テレビドラマ
- おみやさん 第3話（2008年11月20日、テレビ朝日） - 掛井夏子（中学時代） 役
- 妄想捜査〜桑潟幸一准教授のスタイリッシュな生活 第6話（2012年2月26日、テレビ朝日） - 木村カオリ 役
- 家族レッスン 「LOVE SONG」（2012年3月28日、朝日放送） - 主演・西田麻由 役
- 高橋留美子劇場 「赤い花束」（2012年7月8日、NHK BSプレミアム） - ひとみ 役
- 水曜ミステリー9 看護師・戸田鮎子の推理カルテ（2012年7月11日、テレビ東京） - 小池エリカ 役
- 京都地検の女 第8シリーズ 第5話（2012年8月16日、テレビ朝日） - 小田嶋由樹奈 役

### 舞台
- ROBOTICS;NOTES（2013年5月3日 - 12日、全労済ホール/スペース・ゼロ） - 愛理 役
- メビウス（2017年3月5日 - 6日、船場サザンシアター） - 二人芝居(相川結×三浦求)
- Lucy Project 熱海殺人事件（2018年7月7日 - 8日、船場サザンシアター） - 山口アイ子　役

### ラジオドラマ
- さよなら環状線（2013年1月12日、NHK-FM） - 岩井瞳 役[注 1]

### その他の番組
- アイドル選手権PUSH★1（2009年2月15日、BSフジ）[注 2]
- 高倉文紀の女優系美少女リポート（2009年5月2日、エンタ!371）
- 歴史秘話ヒストリア 「愛と哀しみの鎌倉」（2012年11月28日、NHK） - 大姫 役

### CM
- 早稲田スクール（2009年 - 2010年）[注 3]
- ヒガシマル醤油 揚げずにからあげ鶏肉調味料（2009年）
- 任天堂（2009年）
- ACジャパン あしなが育英会（2010年）
- NTT西日本 コミュニケーション大賞（2010年）
- サトウ食品
  - サトウの切り餅（2012年11月 - ）
  - サトウのごはん（2013年8月 - ）
- 京都中央信用金庫（2017年）
- ルネックスパーク（2019年）
- iA LINK（2019年）
- シンプルハウス（2020年）

### 広告
- 三菱重工業 関西で生まれたテクノロジー（2010年）
- 関西サイクルスポーツセンター 夢の自転車アイデア募集ポスター（2011年 - 2012年）
- DHC オリーブ倶楽部（2011年9月号）

### MV
- クラムボン 「JAPANESE MANNER」（2010年5月19日）[注 4]
- 赤松隆一郎 「Hello」（2012年1月18日）[注 5]
- ベッキー♪♯ 「MY FRIEND 〜ありがとう〜」（2012年12月12日）
- エンディ・チョウ 「錢七」（2018年10月28日）[16]
- エンディ・チョウ 「守口如瓶」（2018年11月28日）[17]
- The September Lily 「蛙のゆめ」（2021年7月30日）[18]

## 書籍

### 電子写真集
- Venus！ 結歩道（2014年6月13日、DECinc.）
- 相川結 -結歩道-（2015年8月21日、五百十）

## 作品

### DVD
- 結歩道〜美ら風 memories〜（2010年12月22日、トリコ）
- 結景色〜しまなみmemories〜（2011年12月24日、竹書房）[1]
- 結等生〜memory of the high school〜（2013年2月28日、エスデジタル）

### 写真集
- トウキョウ イルカ（2009年10月、河出書房新社） ISBN 978-4-309-90855-7